# Голотическ
Голотическ (Голотичьск) — летописный город в Полоцкой земле. Упоминается в Лаврентьевской и Ипатьевской летописях под 1071 годом. Голотическ также упомянут в «Списке русских городов дальних и ближних» в числе так называемых «литовских городов». При этом никаких указаний на его местоположение не даётся. Существует версия, согласно которой на месте Голотическа расположен населённый пункт Головчин Белыничского района Могилёвской области Республики Беларусь. В 1969 году археологами обследованы два городища в Головчине, признаки древнего города не были обнаружены.

## Битва у Голотическа
Первое упоминание Голотическа в письменных источниках связано с событиями так называемой Битвы у Голотическа — сражения полоцкого князя Всеслава Брячиславича с волынским и туровским князем Ярополком Изяславичем, состоявшегося в 1071 году: «победил Ярополк Всеслава у Голотичьска». Возможное место городка — в д. Холочье на притоке реки Липа в Гомельский области. Вероятно Всеслав хотел скрытно совершить нападение на Гомей и Чечерск и пробирался лесами, однако был встречен на переправе у моста.